# Ana, dónde estás?
Ana, dónde estás? es una película filmada en colores de Argentina dirigida por Narcisa Hirsch según su propio guion escrito en colaboración con Dalmiro Sáenz y Susana Pravaz que se produjo en 1985 y nunca fue estrenada comercialmente. Tuvo como protagonistas a Cecilia Etchegaray, Silvia Estrin y Gabriela Faure. Fue rodada en 16 mm y, en parte, con Súper 8. Se exhibió en el Instituto Goethe y en el Festival de Operas primas de Bariloche.
La música del filme es la sonada de César Franck, Wings Over Water, de Steven Micus y la Pasión según San Mateo de Johann Sebastian Bach.

## Sinopsis
El diálogo de una mujer consigo misma desdoblado en dos opuestos desconocidos.

## Reparto
- Cecilia Etchegaray
- Silvia Estrin
- Gabriela Faure

## Comentarios
Ámbito Financiero dijo:

”Un film inhabitual, rico en búsquedas y hallazgos, que con la sensibilidad al descubierto procura desarrollar un imaginario y unos valores específicamente femeninos.”

Narcisa Hirsch dijo:

”Hice una película a partir de un laboratorio de mujeres. Primero filmé la cara, en primer plano, durante tres minutos, de cada una. Luego proyecté la filmación a las participantes y grabé el sonido a partir del diálogo de cada una con su propia imagen.”